# Ficus altissima
Ficus altissima es una especie de planta fanerógama, un árbol de la familia Moraceae. Se trata de un majestuoso gran árbol de hoja perenne que es nativo del sudeste de Asia.

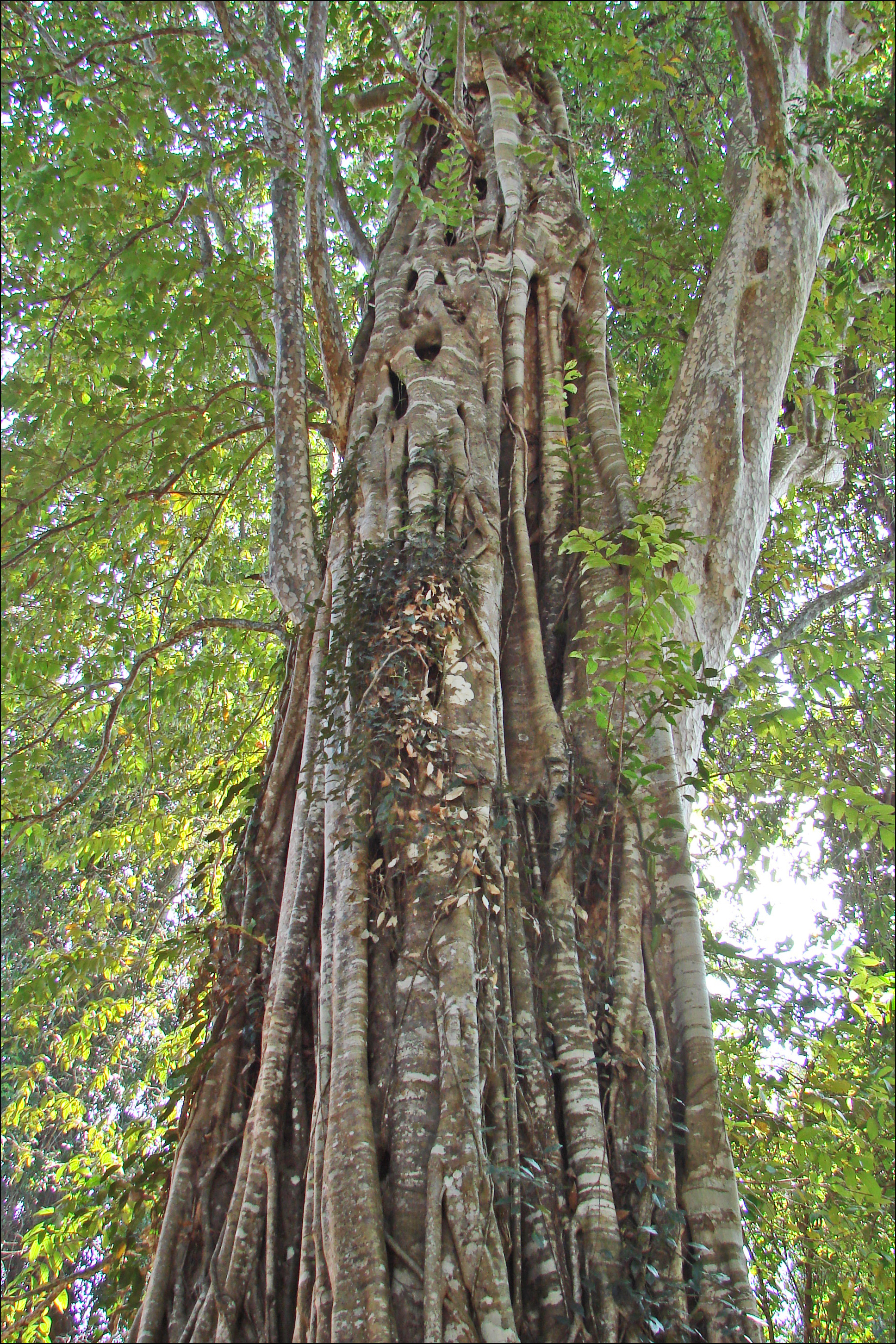
Vista del árbol

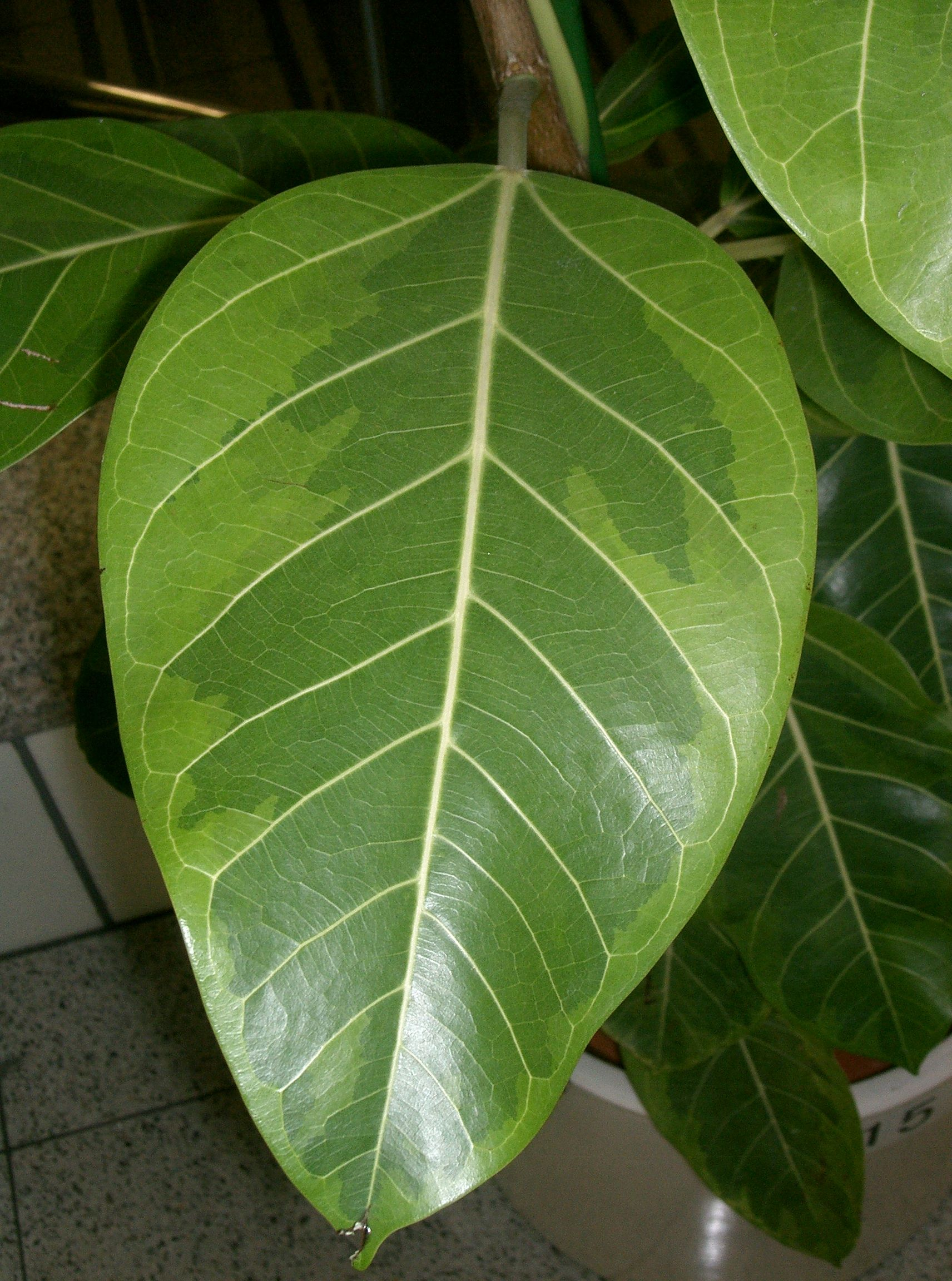
Hoja

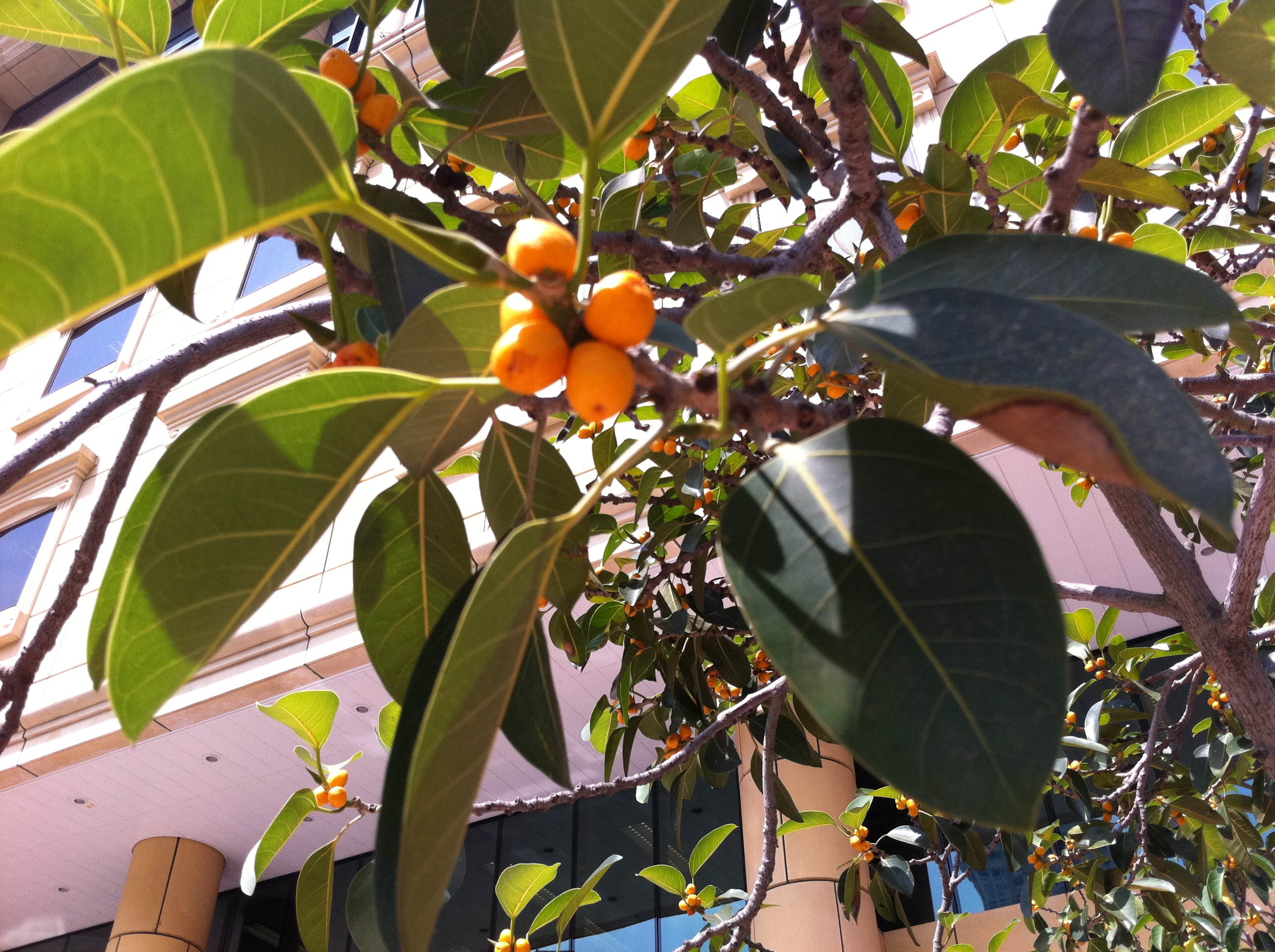
Frutos

Ficus altissima es un árbol de bosque perennifolio, de tamaño grande con un tronco reforzado y una corona en difusión,  mayor a los 30 m de altura. La corteza es lisa y de color gris, con pequeñas pústulas de color marrón pálido. Las ramas están extendidas y las son pilosas cuando son jóvenes. Las hojas son alternas, elípticas a ovadas, con bordes enteros y de hasta un 10 por 4 cm. Están apoyados en tallos cortos y tienen estípulas. Las flores son solitarias o en parejas y se encuentran en las axilas de las hojas. Están ocultas en el interior de recipientes huecos que crecen en higos de color anaranjado-rojo, con muchas semillas después de la polinización. Es polinizado por avispas de los higos de los géneros Pegoscapus o Pleistodontes.

## Distribución
Ficus altissima es nativa del sudeste de Asia y muchas islas del Océano Pacífico. Su gama incluye las islas Andamán, Birmania, Tailandia, Vietnam, Laos, China Meridional y la Malasia. Fue descrito por primera vez por el botánico holandés Carl Ludwig Blume en 1826 en la isla de Java. Se ha naturalizado en algunos de los condados del sur de Florida. Se comercializa también en Sudamérica y España como planta decorativa.

## Ecología
Ficus altissima es una "higuera estranguladora", comenzando a menudo la vida como una epífita, con frecuencia en una palmera, con el envío de raíces al suelo que con el tiempo crezca con el grueso suficiente para soportar el árbol que crecerá de forma independiente. Cuando eso se produce el árbol anfitrión ha sido abrumado y asesinado. También puede crecer como un litofita en una grieta en una roca o una estructura hecha por el hombre. A veces se plantan como un árbol de sombra, pero tiene un sistema de raíces de gran anchura y es inadecuadamente grande para la mayoría de las zonas urbanas.
Ficus altissima es uno de los muchos árboles que alberga insectos lac, insectos escama de la superfamilia Coccoidea, de la que el colorante lac se obtiene.  Se ha plantado en el sur de la Florida, en el que no se utiliza para sembrar porque no había insectos nativos disponibles para polinizar las flores. Sin embargo, las avispas no nativas (Eupristina sp.), que se han establecido en la zona, parecen capaz de la polinización y el árbol está ahora proliferando y convirtiéndose en invasor.

## Taxonomía
Ficus altissima fue descrita por Carl Ludwig Blume y publicado en Bijdragen tot de flora van Nederlandsch Indië 444–445. 1825.
Etimología
Ficus, nombre genérico que procede del latín ficus que designaba tanto la higuera como su "fruto", el higo.
altissima, epíteto latíno que significa "la más alta"
Sinonimia
- Ficus altissima var. laccifera (Roxb.) Prain
- Ficus altissima f. laccifera (Roxb.) King
- Ficus laccifera Roxb.
- Ficus latifolia Oken
- Urostigma altissimum Miq.
- Urostigma lacciferum Miq.[8][2]